# Каран-Бишинды
Каран-Бишинды (баш. Ҡаран-Бишенде) — деревня в Туймазинском районе Башкортостана, входит в состав Верхнебишиндинского сельсовета.

## Население
| 2002 | 2009 | 2010 |
| ---- | ---- | ---- |
| 138  | ↗151 | ↗168 |

Национальный состав
Согласно переписи 2002 года, преобладающая национальность — башкиры (94 %).

## Географическое положение
Расстояние до:
- районного центра (Туймазы): 18 км,
- центра сельсовета (Верхние Бишинды): 1 км,
- ближайшей ж/д станции (Туймазы): 18 км.

## История
Название происходит от ҡаран ‘полынья, речка’ и названия р. Бишенде

## Религия
В деревне есть мечеть Галия.